# Eloeophila persalsa
Eloeophila persalsa är en tvåvingeart som först beskrevs av Alexander 1940.  Eloeophila persalsa ingår i släktet Eloeophila och familjen småharkrankar. Inga underarter finns listade i Catalogue of Life.